# RuPaul's Drag Race: UK vs the World (prima edizione)
La prima edizione di RuPaul's Drag Race: UK vs the World è andata in onda sulla rete televisiva BBC Three dal 1º febbraio all'8 marzo 2022.
Il 17 gennaio 2022 sono state annunciate le nove concorrenti, provenienti da diverse versioni internazionali del programma, in competizione per ottenere il titolo di Queen of the World.
Blu Hydrangea, vincitrice dell'edizione, ha guadagnato come premio una corona e uno scettro di Fierce Drag Jewel e la possibilità di incidere un singolo in collaborazione con RuPaul.
Lemon e Cheryl Hole torneranno a competere nella seconda edizione di Canada's Drag Race: Canada vs the World.

## Concorrenti
Le nove concorrenti che prendono parte al reality show sono:
| Concorrente   | Vero nome                    | Età | Città                      | Edizione originale    | Posizionamento edizione originale | Posizionamento |
| ------------- | ---------------------------- | --- | -------------------------- | --------------------- | --------------------------------- | -------------- |
| Blu Hydrangea | Joshua Cargill               | 25  | Belfast – Regno Unito      | 1ª edizione UK        | 5º posto/Miss Simpatia            | Vincitrice     |
| Mo Heart      | Kevin Richardson             | 34  | Palm Springs – Stati Uniti | 10ª edizione USA      | 8º posto                          | 2º posto       |
| Mo Heart      | Kevin Richardson             | 34  | Palm Springs – Stati Uniti | 4ª edizione All Stars | 3º/4º posto                       | 2º posto       |
| Baga Chipz    | Mark Botfield                | 31  | Londra – Regno Unito       | 1ª edizione UK        | 3º posto                          | 3º/4º posto    |
| Jujubee       | Airline Inthyrath            | 36  | Boston – Stati Uniti       | 2ª edizione USA       | 3º posto                          | 3º/4º posto    |
| Jujubee       | Airline Inthyrath            | 36  | Boston – Stati Uniti       | 1ª edizione All Stars | 3º/4º posto                       | 3º/4º posto    |
| Jujubee       | Airline Inthyrath            | 36  | Boston – Stati Uniti       | 5ª edizione All Stars | Finalista                         | 3º/4º posto    |
| Janey Jacké   | Justin Mooijer               | 28  | Amsterdam – Paesi Bassi    | 1ª edizione Holland   | 2º posto                          | 5º posto       |
| Pangina Heals | Pan Pan Naspasert            | 32  | Bangkok – Thailandia       | 1ª edizione Thailand  | Co-presentatrice                  | 6º posto       |
| Pangina Heals | Pan Pan Naspasert            | 32  | Bangkok – Thailandia       | 2ª edizione Thailand  | Co-presentatrice                  | 6º posto       |
| Jimbo         | James Insell                 | 37  | Victoria – Canada          | 1ª edizione Canada    | 4º posto                          | 7º posto       |
| Cheryl Hole   | Luke Underwood               | 27  | Essex – Regno Unito        | 1ª edizione UK        | 4º posto                          | 8º posto       |
| Lemon         | Christopher Elliott Baptista | 25  | Pickering – Canada         | 1ª edizione Canada    | 5º posto                          | 9º posto       |

## Tabella eliminazioni
| Ordine | Episodi | Episodi | Episodi | Episodi | Episodi | Episodi       |
| Ordine | 1       | 2       | 3       | 4       | 5       | 6             |
| ------ | ------- | ------- | ------- | ------- | ------- | ------------- |
| 1      | Pangina | Janey   | Pangina | Blu     | Jujubee | Blu Hydrangea |
| 2      | Jimbo   | Jimbo   | Janey   | Baga    | Mo      | Mo Heart      |
| 3      | Baga    | Pangina | Baga    | Janey   | Baga    | Baga Chipz    |
| 4      | Blu     | Mo      | Blu     | Jujubee | Blu     | Jujubee       |
| 5      | Cheryl  | Blu     | Mo      | Mo      | Janey   |               |
| 6      | Jujubee | Baga    | Jujubee | Pangina |         |               |
| 7      | Mo      | Jujubee | Jimbo   |         |         |               |
| 8      | Janey   | Cheryl  |         |         |         |               |
| 9      | Lemon   |         |         |         |         |               |

Legenda
     La concorrente ha vinto la gara
     La concorrente è arrivata in finale, ma non ha vinto la gara
     La concorrente è arrivata in finale, ma è stata eliminata
     La concorrente ha vinto la sfida, si è esibita in playback e ha vinto
     La concorrente ha vinto la sfida, si è esibita in playback e ha perso
     La concorrente figura tra le prime ma non si è esibita in playback
     La concorrente è salva e accede alla puntata successiva (in ordine casuale)
     La concorrente figura tra le ultime ma non è a rischio eliminazione
     La concorrente figura tra le ultime ed è a rischio eliminazione
     La concorrente è stata eliminata

## Giudici
- RuPaul
- Michelle Visage
- Alan Carr
- Graham Norton

### Giudici ospiti
- Melanie C
- Michelle Keegan
- Clara Amfo
- Daisy May Cooper
- Jonathan Bailey
- Jade Thirlwall

## Special Guest
In quest'edizione ci sono stati dei cameo celebrities, molti di quali concorrenti nelle passate edizioni di RuPaul's Drag Race, che però non sono stati giudici durante la puntata:
- Johannes Radebe
- Katie Price
- Billy Porter
- Elton John
- Naomi Campbell

## Riassunto episodi

### Episodio 1 -Royal Command
Il primo episodio della prima edizione internazionale si apre con l'ingresso delle concorrenti direttamente sul palcoscenico principale. La prima ad entrare è Baga Chipz, l'ultima è Jujubee. RuPaul fa il suo ingresso annunciando una nuova edizione e dando il benvenuto alle concorrenti provenienti da diverse parti del mondo.
- La sfida principale: come prima sfida per quest'edizione, RuPaul annuncia che le concorrenti devono prendere parte ad una gara di talenti, esibendosi davanti ai giudici. Mentre le concorrenti si stanno preparando, molte discutono sul peso di rappresentare un'intera nazione in uno show internazionale. In particolare Pangina sente la pressione dei giudizi, poiché lei nella sua versione nazionale ha sempre coperto il ruolo da co-presentatrice, e mai quello da concorrente. Le concorrenti decidono di esibirsi nelle seguenti categorie:

| Concorrente   | Talento dell'esibizione |
| ------------- | ----------------------- |
| Lemon         | Lip sync e ballo        |
| Mo Heart      | Canto                   |
| Janey Jacké   | Lip sync                |
| Baga Chipz    | Canto                   |
| Jimbo         | Cabaret                 |
| Cheryl Hole   | Lip sync                |
| Jujubee       | Canto                   |
| Pangina Heals | Canto e ballo           |
| Blu Hydrangea | Lip sync                |

Giudice ospite della puntata è Melanie C. Il tema della sfilata è I'm a Winner, Baby, dove le concorrenti devono sfoggiare un abito da vincitrice. Prima dei giudizi, RuPaul annuncia inoltre che in quest'edizione le due concorrenti migliori si sfideranno nei Lip Sync for the World, con la vincitrice che riceve il potere di eliminare una delle concorrenti peggiori. RuPaul dichiara Mo, Jujubee e Cheryl salve, e lascia le altre concorrenti sul palco per le critiche; dopodiché, dichiara Jimbo e Pangina Heals migliori della puntata, mentre Lemon e Janey Jacké sono le peggiori. Baga e Blu si posizionano a metà e sono salve. Le concorrenti vengono mandate nel backstage per decidere chi verrà eliminata.
- L'eliminazione: Jimbo e Pangina Heals si esibiscono in playback sulla canzone Say You'll Be There delle Spice Girls. Pangina Heals viene dichiarata vincitrice del playback e rivela di aver scelto di eliminare Lemon dalla competizione.

### Episodio 2 -RuPaul Ball
Il secondo episodio inizia con le concorrenti che rientrano nell'atelier dopo l'eliminazione di Lemon, che si congratulano con Pangina per la prima dell'edizione. Intanto Jimbo rivela di aver scelto Janey come concorrente da eliminare, poiché voleva cercare di salvare a tutti i costi una sua cara amica.
- La sfida principale: le concorrenti partecipano al RuPaul Ball, dove presenteranno tre look differenti; il terzo dovrà essere cucito e assemblato a mano. Le categorie sono:
  - Kitty Girl: un look ispirato ai gatti;
  - Butch Queen: un look da uomo virile;
  - U Wear It Well: un look realizzato in giornata con i materiali, stoffe e parrucche preferite di RuPaul.

Giudice ospite della puntata è Daisy May Cooper. RuPaul dichiara Baga e Blu salve, e lascia le altre concorrenti sul palco per le critiche; dopodiché, dichiara Jimbo e Janey Jacké migliori della puntata, mentre Jujubee e Cheryl Hole sono le peggiori. Baga e Blu si posizionano a metà e sono salve. Le concorrenti vengono mandate nel backstage per decidere chi verrà eliminata.
- L'eliminazione: Jimbo e Janey Jacké si esibiscono in playback sulla canzone Supermodel (You Better Work) El Lay Toya Jam di RuPaul. Janey Jacké viene dichiarata vincitrice del playback e rivela di aver scelto di eliminare Cheryl Hole dalla competizione.

### Episodio 3 -West End Wendys
Il terzo episodio inizia con le concorrenti che rientrano nell'atelier dopo l'eliminazione di Cheryl, con Janey al settimo cielo per aver vinto la sua prima sfida in questa stagione. Intanto Jimbo rivela di aver scelto Jujubee come concorrente da eliminare, spiegando che voleva premiare l'impegno che Cheryl aveva messo durante la sfida. Il giorno successivo nell'atelier Mo Heart spiega di aver cambiato il suo nome per rappresentare al meglio la sua identità genderfluid.
- La mini sfida: le concorrenti devono "leggersi" a vicenda, ovvero dire qualcosa di cattivo ma facendolo in modo scherzoso. La vincitrice della mini sfida è Jujubee.
- La sfida principale: le concorrenti prendono parte al West End Wendys - The Rusical, un musical incentrato su i personaggi dei musical più famosi che si sono svolti nei più grandi teatri della West End. Avendo vinto la mini sfida, Jujubee ha la possibilità di assegnare i vari ruoli della sfida. Una volta assegnati i ruoli, le concorrenti incontrano il coreografo Johannes Radebe con il quale organizzano la coreografia per lo spettacolo. I personaggi impersonati dai concorrenti sono stati:

| Concorrente   | Personaggio impersonato |
| ------------- | ----------------------- |
| Baga Chipz    | Tracy Fatbag            |
| Blu Hydrangea | Mariah Gon Trappy       |
| Janey Jacké   | Meryl Streep            |
| Jimbo         | Dodo the Dog            |
| Jujubee       | Lally Bowelz            |
| Mo Heart      | Dr. Spank-N-Spurter     |
| Pangina Heals | Widdle Orphan Fannie    |

Giudice ospite della puntata è Jonathan Bailey. Il tema della sfilata è Dot Dot Dot, dove le concorrenti devono sfoggiare un abito con una stampa a pois. RuPaul dichiara Blu e Baga salve, e lascia le altre concorrenti sul palco per le critiche; dopodiché, dichiara Janey Jacké e Pangina Heals migliori della puntata, mentre Jujubee e Jimbo sono le peggiori. Mo si posiziona a metà e viene dichiarata salva. Le concorrenti vengono mandate nel backstage per decidere chi verrà eliminata.
- L'eliminazione: Janey Jacké e Pangina Heals si esibiscono in playback sulla canzone We Like to Party! (The Vengabus) dei Vengaboys. Pangina Heals viene dichiarata vincitrice del playback e rivela di aver scelto di eliminare Jimbo dalla competizione, lasciando sorprese sia le altre concorrenti che gli stessi giudici.

### Episodio 4 -Snatch Game
Il quarto episodio inizia con le concorrenti che rientrano nell'atelier, dopo la scioccante eliminazione di Jimbo. Molte chiedono a Pangina sul perché abbia fatto tale scelta. Quest'ultima risponde che non voleva eliminare Jujubee poiché, nonostante sia già stata tra le peggiori, voleva premiare tutto il suo impegno durante la sfida precedente.
- La sfida principale: le concorrenti prendono parte alla sfida più attesa di ogni stagione, lo Snatch Game, dove devono scegliere una celebrità e impersonarla per l'intero gioco, cercando di essere il più divertenti possibili. Inoltre viene modificato il format del gioco; basandosi sul gioco americano Family Feud, le concorrenti saranno divise in due "famiglie" capitanate rispettivamente da Michelle Visage e Katie Price, le partecipanti del gioco. Le celebrità scelte dalle concorrenti sono state:

| Famiglia        | Concorrenti   | Celebrità impersonata |
| --------------- | ------------- | --------------------- |
| Katie Price     | Baga Chipz    | Kathy Bates           |
| Katie Price     | Jujubee       | Cher                  |
| Katie Price     | Pangina Heals | Mariah Carey          |
| Michelle Visage | Blu Hydrangea | Mike Myers            |
| Michelle Visage | Janey Jacké   | James Charles         |
| Michelle Visage | Mo Heart      | Billy Porter          |

Giudici ospiti della puntata sono Clara Amfo e Michelle Keegan. Il tema della sfilata è Luck Be A Lady, dove le concorrenti devono sfoggiare un abito ispirato al denaro. Dopo le critiche dei giudici, RuPaul dichiara Baga Chipz e Blu Hydrangea le migliori della puntata. Inoltre viene annunciato che, a partire da questo momento, tutte le altre concorrenti sono automaticamente a rischio eliminazione. Le concorrenti vengono mandate nel backstage per decidere chi verrà eliminata.
- L'eliminazione: Baga Chipz e Blu Hydrangea si esibiscono in playback sulla canzone Let It Go di Alexandra Burke. Blu Hydrangea viene dichiarata vincitrice del playback e rivela di aver scelto di eliminare Pangina Heals dalla competizione, lasciando nuovamente sorprese sia le altre concorrenti che gli stessi giudici.

### Episodio 5 -Semifinals
Il quinto episodio inizia con le concorrenti che rientrano nell'atelier, dopo la scioccante eliminazione di Pangina. Molte chiedono a Blu sul perché abbia fatto tale scelta. Quest'ultima risponde che, a differenza di come molte pensavano, ha scelto di Pangina in base all'esito critiche dei giudici. Successivamente anche Baga rivela di aver scelto Pangina come concorrente da eliminare, spiegando che non riteneva giusta l'eliminazione di Jimbo, pertanto voleva vendicare la sua amica.
- La sfida principale: le concorrenti devono comporre una strofa, cantare ed esibirsi sulla canzone di RuPaul, Living My Life in London davanti ai giudici. Una volta scritto il pezzo, ogni gruppo va nella sala registrazione, dove Jade Thirlwall da loro consigli e aiuto per la registrazione del brano. Durante le registrazioni delle tracce Baga e Janey hanno avuto dei problemi nel rendere le loro strofe accattivanti mentre Blu, Jujubee e Mo hanno ricevuto complimenti per le loro estensione vocale. Successivamente le concorrenti raggiungono il palco principale per organizzare la coreografia.

Giudice ospite della puntata è Jade Thirlwall. Il tema della sfilata è Werk of Art, dove le concorrenti devono sfoggiare un abito ispirato ad un'opera d'arte. Dopo le critiche dei giudici, RuPaul dichiara Jujubee e Mo Heart le migliori della puntata, mente tutte le altre sono a rischio eliminazione. Le concorrenti vengono mandate nel backstage per decidere chi verrà eliminata.
- L'eliminazione: Jujubee e Mo Heart si esibiscono in playback sulla canzone Toy di Netta. Jujubee viene dichiarata vincitrice del playback e rivela di aver scelto di eliminare Janey Jacké dalla competizione.

### Episodio 6 -Grand Finale
Il sesto ed ultimo episodio di quest'edizione si apre con le concorrenti che, dopo l'annuncio delle quattro finaliste, discutono nell'atelier su chi riuscirà a vincere l'edizione e su chi sarà proclamata la prima Drag Superstar mondiale. Inoltre, Mo rivela di aver scelto Janey come concorrente da eliminare in base all'esito critiche dei giudici.
Per la sfida finale le concorrenti dovranno esibirsi in un mini-torneo di playback chiamati Lipsync For The Crown in cui due concorrenti dovranno scontarsi in un playback ed, alla fine, le concorrenti che hanno superato i playback iniziali dovranno esibirsi in un playback finale e da lì sarà proclamata la vincitrice dell'edizione. Ma prima del torneo, tutte le concorrenti partecipanti sfilano sul palcoscenico principale con il loro abito migliore, nella categoria Grand Finale Eleganza Extravaganza. Successivamente le concorrenti si riuniscono nell'atelier per discutere dell'esperienza vissuta nello show.
Al ritorno sul palcoscenico, la ruota dei playback sceglie casualmente per primo il nome di Mo Heart, che decide di sfidare nel primo duello Baga Chipz, mentre Blu Hydrangea e Jujubee sono abbinate per il secondo duello. Baga Chipz e Mo Heart si esibiscono in playback con la canzone Domino di Jessie J, con Mo Heart che riesce a passare alla sessione finale, mentre Baga Chipz viene eliminata. Blu Hydrangea e Jujubee si esibiscono in playback con la canzone The Reflex dei Duran Duran. Alla fine dell'esibizione Blu Hydrangea riesce a passare alla sessione finale, mentre Jujubee viene eliminata.
Nel duello finale, si scontrano Blu Hydrangea e Mo Heart con la canzone Supernova di Kylie Minogue. Dopo l'esibizione, RuPual dichiara Blu Hydrangea vincitrice della prima edizione di RuPaul's Drag Race: UK vs the World.